# Гренландия (административная единица)
Гренла́ндия (гренл. Kalaallit Nunaat [kalaːɬːit nʉnaːt], дат. Grønland [ˈkʁɶnˌlænˀ], буквально — «зелёная страна») — автономная область Дании.
Провинция расположена на острове Гренландия между Северным Ледовитым и Атлантическим океанами, к востоку от Арктического архипелага. Хотя физиографически Гренландия является частью континента Северной Америки, она политически и культурно связана с Европой (особенно с Норвегией и Данией, колониальными державами в прошлом, а также с соседним островом — Исландией) на протяжении тысячелетия. Большинство населения на острове составляют инуиты, чьи предки начали мигрировать с территории Канады примерно в XIII столетии, постепенно обосновываясь на острове.
Гренландия — крупнейший в мире остров и четвёртая по величине административно-территориальная единица в мире (сопоставима с Саудовской Аравией). Три четверти Гренландии покрыто единственным постоянным ледяным щитом за пределами Антарктиды. С населением порядка 56 583 чел. (2022), эта территория обладает самой низкой плотностью населения во всём мире (0,027 человека на квадратный километр). Дорог между населёнными пунктами острова почти нет, и транспортное сообщение между ними осуществляется в основном морским и авиационным транспортом.
Гренландия начала заселяться примерно 4500 лет назад арктическими народами, мигрировавшими с территории Канады. Викинги начали селиться на прежде необитаемой южной части острова примерно с X столетия, а инуиты прибыли на остров примерно в XIII веке. Норвежские колонии на острове начали пустеть под конец XV столетия. Вскоре после того как они покинули остров, в 1498 году, португальцы в лице Жуана Фернандеша Лаврадора кратко обследовали остров, назвав его Терра ду Лаврадор, как остров и назывался до первой половины XVI века (позже это название присвоили Лабрадору в Канаде). Позднее Жоау Фернандеш получил право владения открытыми им землями, став таким образом одним из первых европейских землевладельцев в Америке. В начале XVIII столетия скандинавские исследователи снова достигли Гренландии. В целях усиления торгового влияния и власти Датско-норвежская уния объявила владычество островом.
Гренландия начала заселяться викингами (норвежского происхождения) более тысячелетия назад — теми же, что ранее заселили Исландию, стремясь уйти от преследования норвежской монархии и её центрального правительства. Ещё за 500 лет до того как Христофор Колумб добрался до Карибских островов, викинги добрались до Северной Америки в ходе экспедиции Лейфа Эрикссона из Гренландии и даже предприняли попытку колонизировать новую землю. Несмотря на влияние норвежцев и Норвегии, формально Гренландия не находилась под норвежской короной вплоть до 1262 года. Королевство Норвегия обладало обширным и сильным военным влиянием вплоть до середины XIV века. После этого Норвегия потеряла куда больше населения, чем соседняя Дания, в ходе эпидемии Чёрной смерти, что вынудило Норвегию принять унию с Данией, в результате чего правительство, университет и базовые учреждения перенеслись в Копенгаген. Норвегия ослабла и потеряла суверенитет над Гренландией в 1814 году, когда уния была расторгнута. Гренландия стала датской колонией в 1814 году и была признана частью Датского королевства с 1953 года новой редакцией датской конституции.
В 1973 Гренландия вступила в Европейское экономическое сообщество вместе с Данией. В ходе референдума 1982 года, однако бо́льшая часть населения острова проголосовала за выход из ЕЭС, состоявшийся в 1985 году. Сегодняшняя Гренландия делится на 5 коммун: Аванаата, Кекерталик, Кекката, Куяллек и Сермерсоок.
В соответствии с референдумом от 1 мая 1979 года, Дания передала право самоуправления Гренландии, а 25 ноября 2008 года состоялся ещё один референдум, в ходе которого гренландцы проголосовали за новый Закон о самоуправлении, который передаёт больше власти от правительства Дании местным властям. В соответствии с новой управленческой структурой, начиная с 21 июня 2009 года, Гренландия может постепенно брать под свой контроль охрану порядка, судебную систему, корпоративное право, бухгалтерский учёт и проверки, добычу полезных ископаемых, авиацию, закон о дееспособности, семейное право и право наследования, пограничный контроль, производственные условия, финансовое регулирования и надзор, тогда как за датским правительством остаётся сфера международных отношений и оборона. За Данией также остаётся контроль за валютной политикой, и она предоставляет ежегодную субсидию в размере 3,4 миллиардов DKK, которая постепенно будет уменьшаться. Гренландия планирует наращивать свою экономику за счёт увеличения прибылей от добычи природных ресурсов.
В Гренландии располагается самый северный и крупнейший в мире национальный парк — Гренландский национальный парк (Kalaallit Nunaanni nuna eqqissisimatitaq), основанный в 1974 году и расширенный до текущих размеров в 1988 году. Он покрывает 972 001 км² центральной и северо-восточной части Гренландии и по площади превосходит почти любую страну в мире, кроме 29 крупнейших.
В столице острова, Нууке, в 2016 году проходили Арктические зимние игры.
Примерно 70 % энергетики острова получается от возобновляемых ресурсов (один из самых высоких показателей в мире) — в основном, от гидроэнергетики.

## Этимология
Ранние викинги-поселенцы называли остров Гринланд («Зелёная земля»). В Исландских сагах рассказывается, как норвежский викинг Эрик Рыжий, изгнанный из Исландии за два убийства, отправился в изгнание к земле, которая, как было известно уже до него, лежит к северо-западу. Вместе со своей немалой семьёй и трэллами, найдя благоприятное для поселения место, он поселился на острове и дал ему нынешнее имя — судя по всему, в надежде на то, что поселенцы охотнее отправятся на остров с таким благозвучным названием.
Название острова на гренландском языке звучит как Калааллит Нунаат («земля калааллитов»). Калааллиты — это группа внутри народа гренландских эскимосов, обитающая на западе острова.

## География

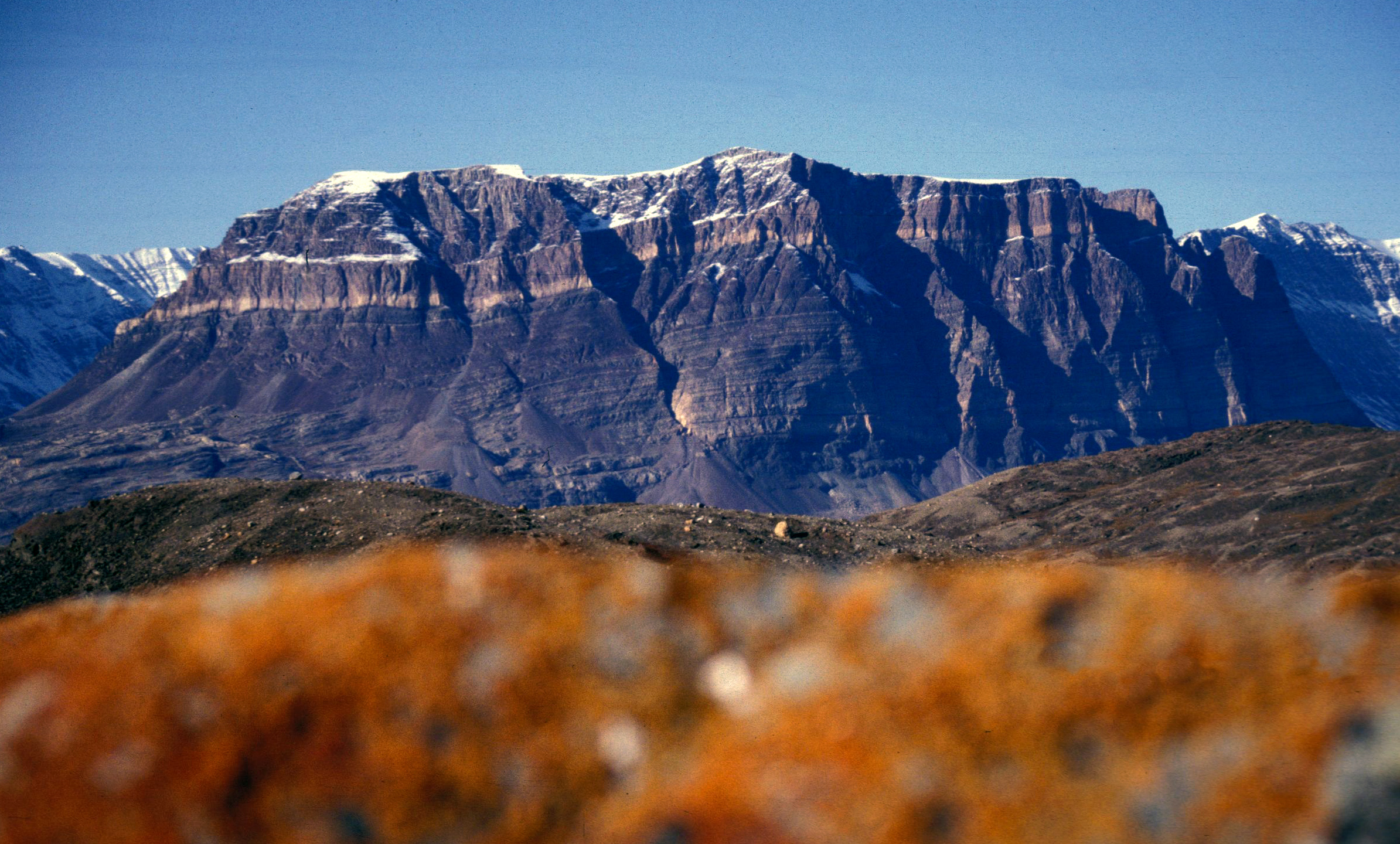
Гора Тойфельсшлосс (Замок Дьявола)

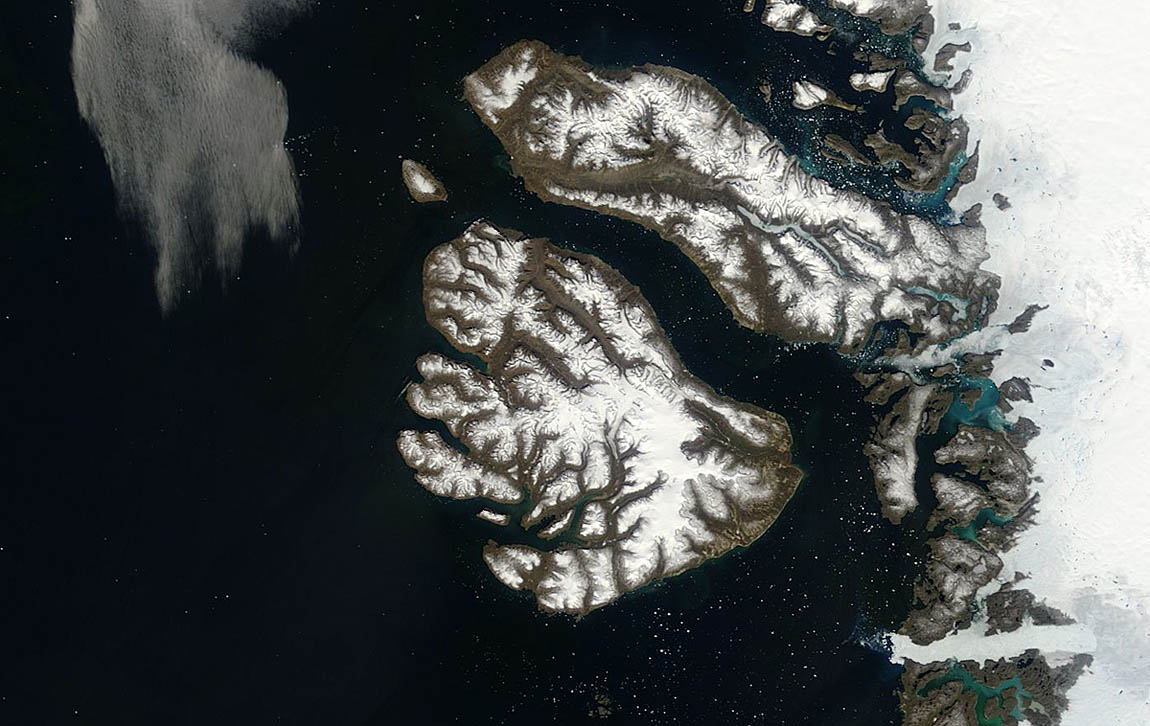
Вид на остров Диско со спутника

Гренландия расположена на крупнейшем острове в мире, а также многочисленных более мелких островах близ него. Остров Гренландия находится на границе Атлантического и Северного Ледовитого океанов, северо-восточнее Канады и северо-западнее Исландии. В его пределах сосредоточен второй по размеру ледниковый покров в мире после Антарктиды, составляющий 84 % автономной территории, остальное — область вечной мерзлоты.
У автономной территории Гренландия имеется сухопутная граница с Канадой на острове Ханс. Есть также морской водораздел с Исландией. Остров расположен на Гренландской плите, субплите Северо-Американской плиты.
Растительность на острове, как правило, редка. Небольшой участок лесной растительности был найден на крайнем юге муниципалитета Нанорталик, в районе мыса Фарвель.

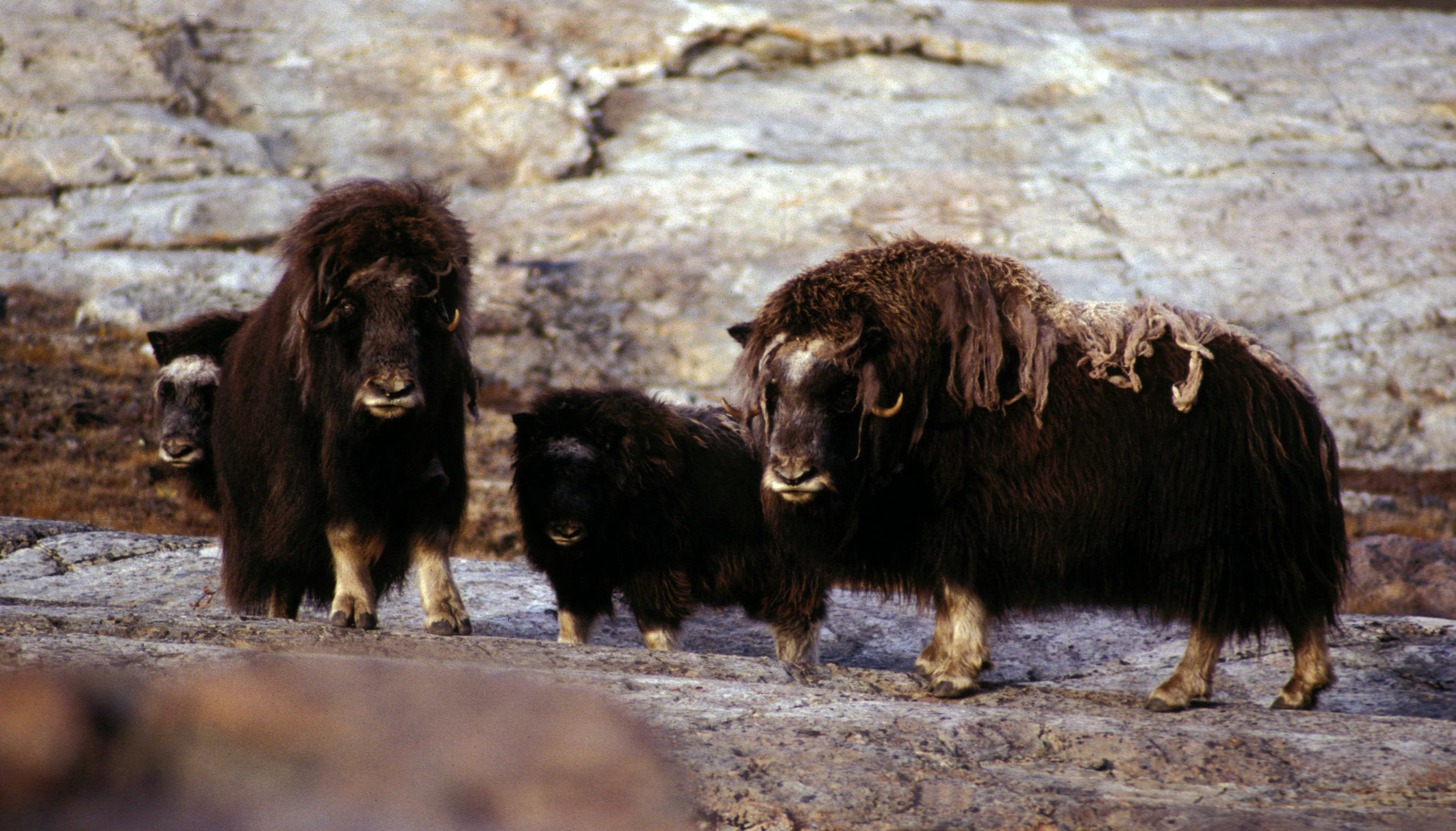
Овцебыки

Климат острова — арктический и субарктический с прохладным летом и холодной зимой. Местность, в основном, плоская, а постепенно спускающийся ледниковый покров охватывает бо́льшую часть территории за исключением узких, горных, скалистых берегов. Высшая точка — вершина горы Гунбьёрн (3694 м). Самая северная точка автономной территории Гренландия — остров Каффеклуббен — находится на широте 83°40′ и считается участком земли, который находится ближе всего к Северному полюсу, примерно в 707 км от него.
Минеральные ресурсы датской автономной территории включают в себя цинк, свинец, железную руду, уголь, молибден, золото, платину, уран. Из возобновляемых ресурсов наиболее значительны рыба, тюлень и кит.

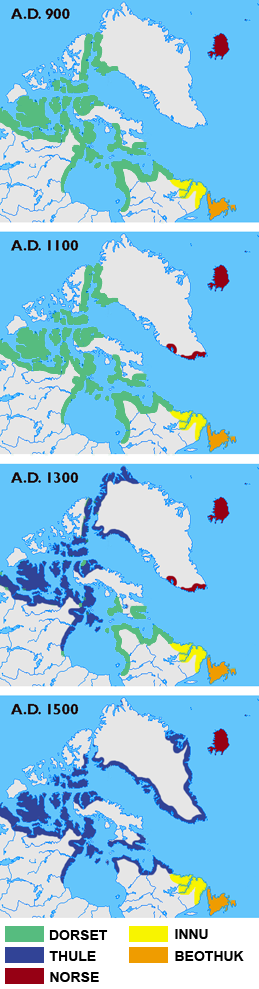
Карта показывает разные археологические культуры, населявшие Гренландию, Лабрадор, Ньюфаундленд и Канадский Арктический архипелаг в 900, 1100, 1300 и 1500-х годах. Зелёное: дорсет; синее: туле; красное: викинги; жёлтое: Инну; оранжевоe: беотуки.

### Площадь
Всего: 2 175 600 км².
Суша: 2 175 600 км² (341 700 км² незамерзающих, 1 833 900 км² обледеневших территорий).

#### Морские притязания
Исключительная рыболовная зона: 200 морских миль (370,4 км).
Территориальные воды: 3 морские мили (5,6 км).

### Острова
Крупнейшим островом автономной территории является Гренландия.
У западного берега Гренландии расположен ряд мелких островов: Хольм, Тугтокорток, Нутармиут, Кекертак, Убекент-Айланн, Упернавик, Диско, Саркардлит, Нунарссуит, Эггерс и др.
У восточного побережья: острова Норске-Ёэр, остров Иль-де-Франс, Сторе-Коллевей, Шаннон, Клаверинг, Кун, Имер, остров Географического Общества, Трейлл, Тингмиармиут и др.
Небольшая хозяйственная деятельность ведётся на островах Диско (население чуть больше 1000 чел.) и Убекент-Айланн (население около 100 чел.), большинство других малых островов необитаемы и непригодны для жизни.

### Землепользование
- Вспаханная земля: почти 0 %
- Многолетние насаждения: почти 0 %
- Постоянные пастбища: 1 %
- Леса и лесистая местность: почти 0 %
- Остальное: 99 % (по оценке 1999 года)

## История
Впервые остров был обнаружен исландским моряком Гунбьёрном около 875 года (на берег не сходил). В 982 году исландец норвежского происхождения Эйрик Рауда (Рыжий) произвёл первое обследование острова и назвал его Гренландией.
В 983 году на юге Гренландии были основаны норманнские (исландские) колонии, просуществовавшие до XV века. В XI веке население Гренландии приняло христианство (в 1126 году в Гренландии основано первое епископство). С 1262 года до начала XVIII века Гренландия формально принадлежала Норвегии (однако с XIV века контакты с Гренландией прекратились, а в XV веке норманнское население острова частично вымерло, частично смешалось с эскимосами).
В XV веке к Гренландии стали наступать ледники, летнее оттаивание грунтов становилось всё более кратковременным и к концу века здесь прочно установилась вечная мерзлота.
Повторное открытие европейцами Гренландии, как считается, было совершено около 1500 года португальцами братьями Кортириалами.
В 1721 году началась колонизация острова Данией. В 1744 году Дания установила государственную монополию (существовала до 1950 года) на торговлю с Гренландией. В 1814 году при расторжении датско-норвежской унии Гренландия осталась за Данией и до 1953 года являлась её колонией. В 1953-м Гренландия была объявлена частью территории Датского королевства.
В апреле 1940 года, после оккупации Дании Германией, правительство США заявило о распространении на Гренландию доктрины Монро. 9 апреля 1941 года посланник Дании в Вашингтоне подписал с американским правительством так называемое соглашение об обороне Гренландии (ратифицировано датским Фолькетингом 16 мая 1945 года). США приступили к созданию на Гренландии военных баз. После вступления Дании в НАТО (4 апреля 1949 года) между датским и американским правительствами 27 апреля 1951 года было подписано новое соглашение, по которому Дания и США осуществляют совместную оборону острова. В 1971 году США имели в Гренландии две военные базы и другие военные объекты.
Исследования Гренландии начались в XVII веке и проводились первоначально англичанами, а после колонизации острова — датчанами и норвежцами. Продолжительное путешествие вглубь Гренландии первым совершил швед Адольф Норденшельд (1883). В 1888 году южную часть острова пересекли норвежцы Фритьоф Нансен и Отто Свердруп. В последующие годы ледник пересекали экспедиции Роберта Пири (1892—1895), Кнуда Расмуссена (1912—1913); А. Кервена (1912), Й. Коха (1913) и Альфреда Вегенера (1906—1908, 1912—1913, 1929—1930) и др. Из послевоенных исследований наиболее ценный материал дали французская экспедиция П.-Э. Виктора (1949—1951) и английская экспедиция К. Симпсона (1952—1954). В последние годы почти непрерывные исследования, в том числе стационарные наблюдения на ледяном щите, ведут учёные США, Великобритании; в 1968—1969 годах работала экспедиция АН СССР.
6 августа 2004 США и Дания подписали соглашение, модернизирующее Договор 1951 о защите Гренландии. В первую очередь, речь идёт о модернизации американской базы Туле в рамках создаваемой США системы противоракетной обороны.
В июне 2022 года был разрешён спор по поводу остров Ханса между Данией и Канадой. Стороны пришли к соглашению, согласно которому остров поделили по естественному оврагу, протянувшемуся через весь остров с севера на юг, таким образом установив сухопутную границу между собой. Дании досталось примерно 60 % острова (восточная часть), Канаде — 40 % (западная часть). В совместном пользовании остаётся залив на северном берегу острова, единственное место высадки на него.

## Автономия от Дании
В 1979 году датский Фолькетинг предоставил Гренландии широкую автономию.
В 1985 году Гренландия вышла из состава Европейского Сообщества (организации-предшественника Европейского союза), в то время как Дания осталась в нём.
25 ноября 2008 года в Гренландии прошёл референдум по вопросу расширения автономии провинции Гренландия от Дании. За расширение самоуправления высказались 75,54 % принявших участие в голосовании, против — 23,57 %, при явке 71,96 % из 39 тысяч жителей острова, обладающих правом голоса.
20 мая 2009 года Датский парламент принял закон о расширенной автономии Гренландии. Расширение автономии позволит властям Гренландии самостоятельно распоряжаться природными ресурсами и напрямую подчинит им судебную систему и органы правопорядка, а также расширит их влияние на внешнюю политику Дании, касающуюся Гренландии. До расширения автономии, местные власти напрямую управляли только системами здравоохранения, школьного образования и социального обслуживания населения. Как внутри Гренландии, так и вне её, есть люди, рассматривающие расширение автономии как шаг к независимости Гренландии от Дании.
21 июня 2009 года провозглашена расширенная автономия Гренландии. Официальным языком на острове вместо датского стал гренландский. Местная администрация берёт на себя ответственность за полицию и судебную систему острова и контроль над всеми природными ископаемыми, которыми богаты недра арктического острова, среди которых золото, алмазы, нефть и газ. За Данией остаётся контроль над обороной, внешней и денежной политикой Гренландии. Денежной единицей останется датская крона. Формальным главой государства является монарх Дании.
В будущем Гренландия сможет стать первым эскимосским государством на Земле. Правительством Дании в 2008 году заявлялось, что «если Гренландия захочет отделиться, она может отделиться, … Дания не будет держать её насильно. Если гренландцы желают быть независимыми — пожалуйста, имеют на это право…».
Независимость Гренландии возможна в любое время на основе датского законодательства . Правительство Гренландии заявило в феврале 2024 года, что независимость является его целью, и будет самым важным вопросом на всеобщих выборах в апреле 2025 года. Около двух третей гренландцев поддерживают независимость, но большинство не верят, что она осуществима без желания Дании.
20 декабря 2024 года король Дании Фредерик X утвердил переработанный королевский герб, где гренландский символ — белый медведь — занял более заметное место. Это произошло на фоне заявлений президента США Дональда Трампа о планах покупки Гренландии. Таким образом король решил подчеркнуть важность для страны Гренландии и ее жителей.

### Предложения США о присоединении Гренландии
В 1867 году государственный секретарь Уильям Генри Сьюард изучал возможность покупки Гренландии и, возможно, Исландии. Оппозиция в Конгрессе США отклонила этот проект.
После Второй мировой войны Соединённые Штаты Америки проявили геополитический интерес к Гренландии, а в 1946 году предложили купить остров у Дании за 100 миллионов долларов. Дания отказалась его продавать.
В XXI веке Соединённые Штаты, согласно WikiLeaks, по-прежнему заинтересованы в добыче углеводородов у побережья Гренландии. В августе 2019 года президент США Дональд Трамп вновь предложил купить Гренландию, что вынудило премьер-министра Гренландии Кима Кильсена выступить с заявлением: «Гренландия не продаётся и не может быть продана, но она открыта для торговли и сотрудничества с другими странами, включая Соединённые Штаты». Датская премьер-министр Метте Фредериксен согласилась с этим, отметив что Гренландия не может быть продана, и будущее острова должно определяться его жителями.
В декабре 2024 года Д. Трамп, вновь избранный президентом, снова захотел заполучить остров. Он заявил, что США «совершенно необходимо» владеть Гренландией, чтобы «обеспечить национальную безопасность и свободу во всём мире». Газета «The Washington Post» связала притязания Трампа со «всеобъемлющей миссией» по противостоянию России и Китаю. Премьер-министр острова Муте Эгеде в ответ подчеркнул, что Гренландия «не продаётся и никогда не будет продаваться», хотя он сам и является сторонником независимости от Дании. Премьер-министр Метте Фредериксен отметила, что не верит в возможность применения Соединёнными Штатами военной или экономической силы, чтобы добиться контроля над Гренландией, чего не исключал Трамп. При этом в Копенгагене не знают как реагировать на идею избранного президента США, чтобы это не привело к разрыву с важным союзником по НАТО.
11 марта 2025 года на парламентских выборах в Гренландии победили оппозиционные партии Demokraatit и Naleraq, которые поддерживают независимость острова. Премьер Эгеде сказал о возможности ассоциации с Данией, при этом гарантом безопасности станет «западный альянс». Неделей ранее в своём выступлении перед конгрессом президент Дональд Трамп отметил, что Америке «так или иначе» необходимо «получить» Гренландию. 10 марта глава Белого дома предложил жителям острова стать «частью великой нации», пообещав многомиллиардные инвестиции и рабочие места, отметив, что уважает право народа Гренландии определять своё будущее. 13 марта Трамп вновь подверг сомнению права Дании на остров, поскольку та находится «очень далеко», и выразил уверенность в будущей аннексии Гренландии Соединёнными Штатами «для международной безопасности». Генеральный секретарь НАТО Марк Рютте, присутствовавший в это время на встрече с Трампом, не стал напрямую комментировать его заявление, заявив, что не «хочет втягивать в это альянс».

## Политическое устройство
Гренландия — автономная область Дании.
Короля Дании представляет верховный комиссар.
Представительный орган — ландстинг (дат. Grønland Landstinget, гренл. Inatsisartut), состоящий из 31 члена, избираемый на 5-летний срок. Исполнительный орган — земельное правление (дат. Landsstyret, гренл. Naalakkersuisut) (до 1979 года — земельный совет (дат. landsråd) во главе с земельным предводителем (дат. landshøvding)), состоящий из председателя земельного правления (дат. Landsstyreformand, гренл. Naalakkersuisut siulittaasuat) и членов (дат. Landsstyremedlemmer), избираемый ландстингом на основе представительства в нём партий. Премьер-министр Гренландии — обычно лидер партии, имеющей больше других мест в парламенте.

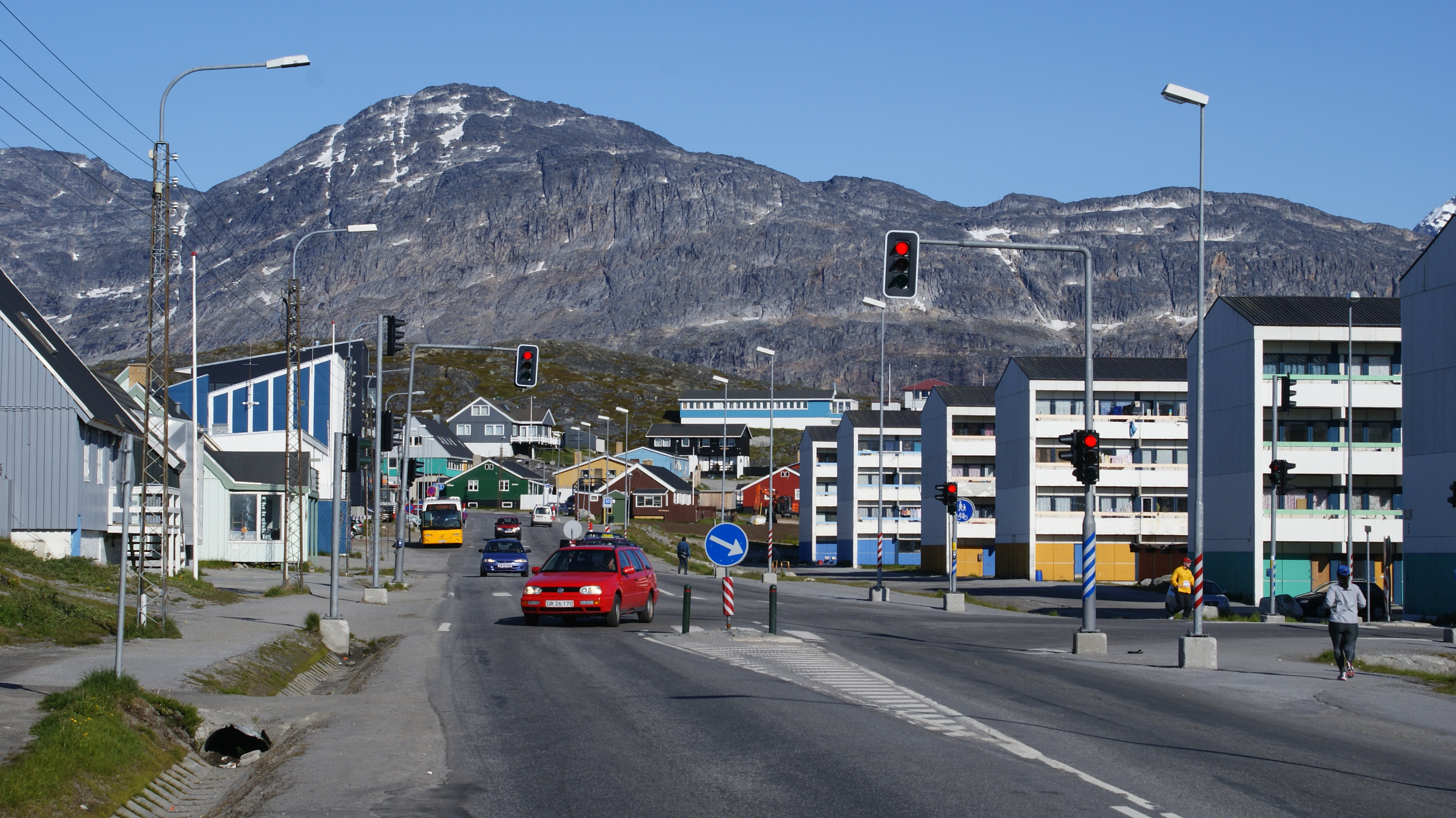
Нуук, столица Гренландии, центральная часть, 2010 г.

Коммуны Гренландии

### Политические партии
Левые
- «Инуит атакватигиит» («Народное сообщество») — демократическая социалистическая

Левый центр
- «Сиумут» («Вперёд») — социал-демократическая

Центр
- «Демокраатит» («Демократы») — либеральная
- «Налерак» («Ориентир»)

Правый центр
- «Атассут» («Солидарность») — консервативная

## Административное деление
В административном отношении Гренландия делится на 4 коммуны (дат. Kommuner, гренл. Kommunia); также муниципалитеты — (англ. municipality). Новое административное деление страны вступило в силу с 1 января 2009 года. Новые коммуны — Каасуитсуп, Кекката, Куяллек и Сермерсоок составлены из прежних 18 коммун, по-прежнему не включёнными остаются авиабаза Туле (Питуффик) и Северо-Восточный Гренландский национальный парк. Представительные органы коммун — коммунальное правление (дат. kommunalbestyrelsi), исполнительную власть осуществляют бургомистры (дат. Bormesteri).

## Население

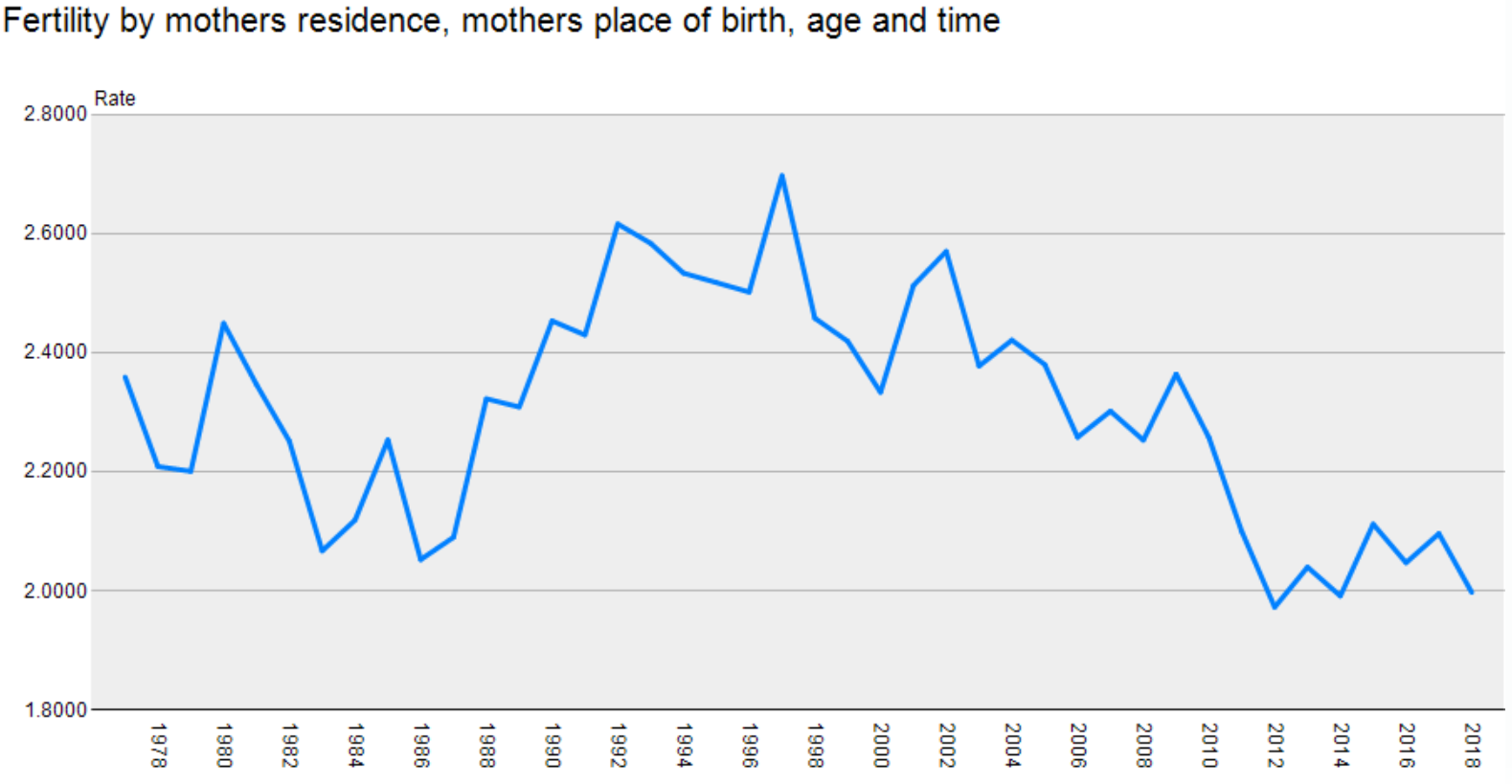
Суммарный коэффициент рождаемости Гренландии 1977—2018

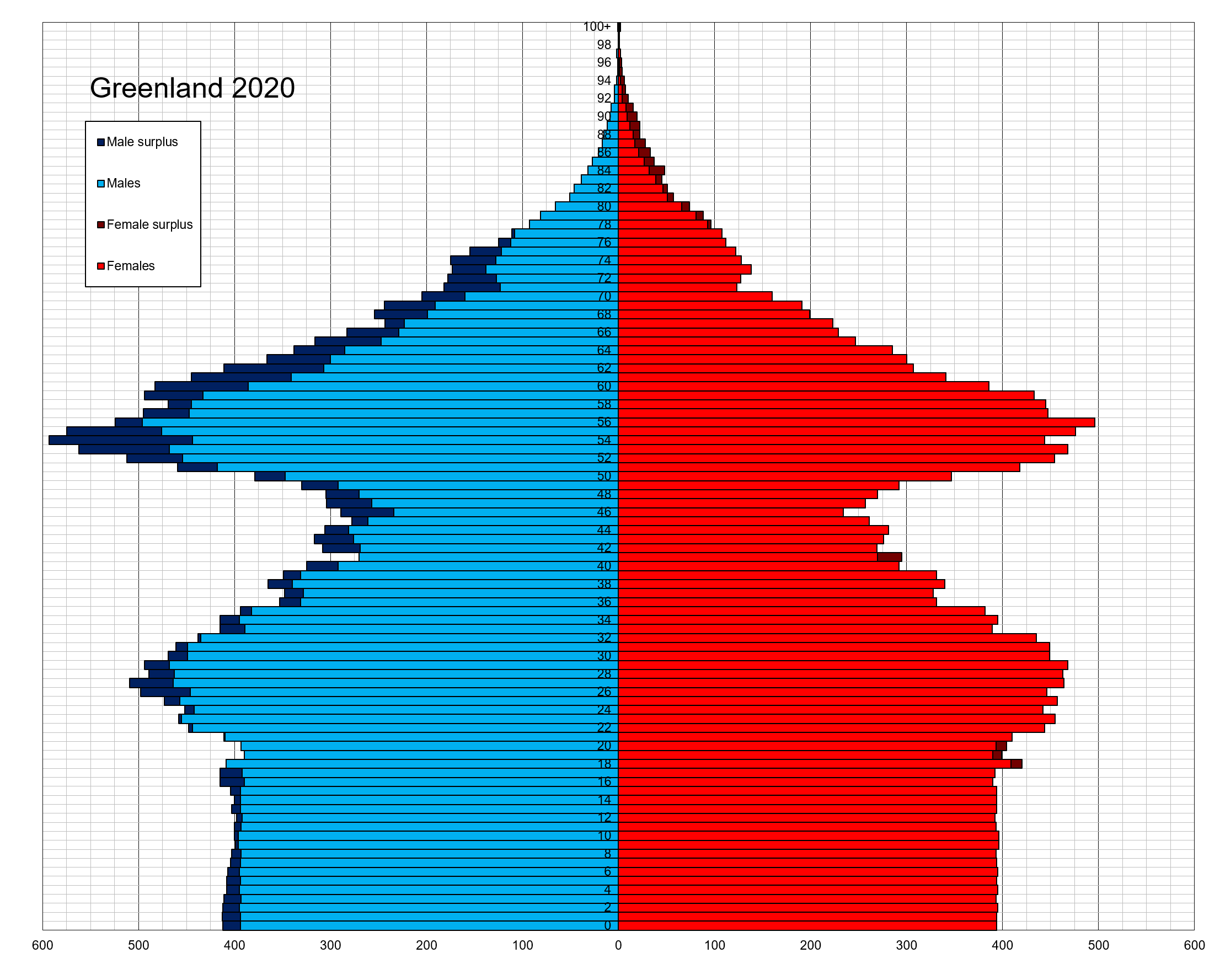
Возрастно-половая пирамида населения Гренландии на 2020 год

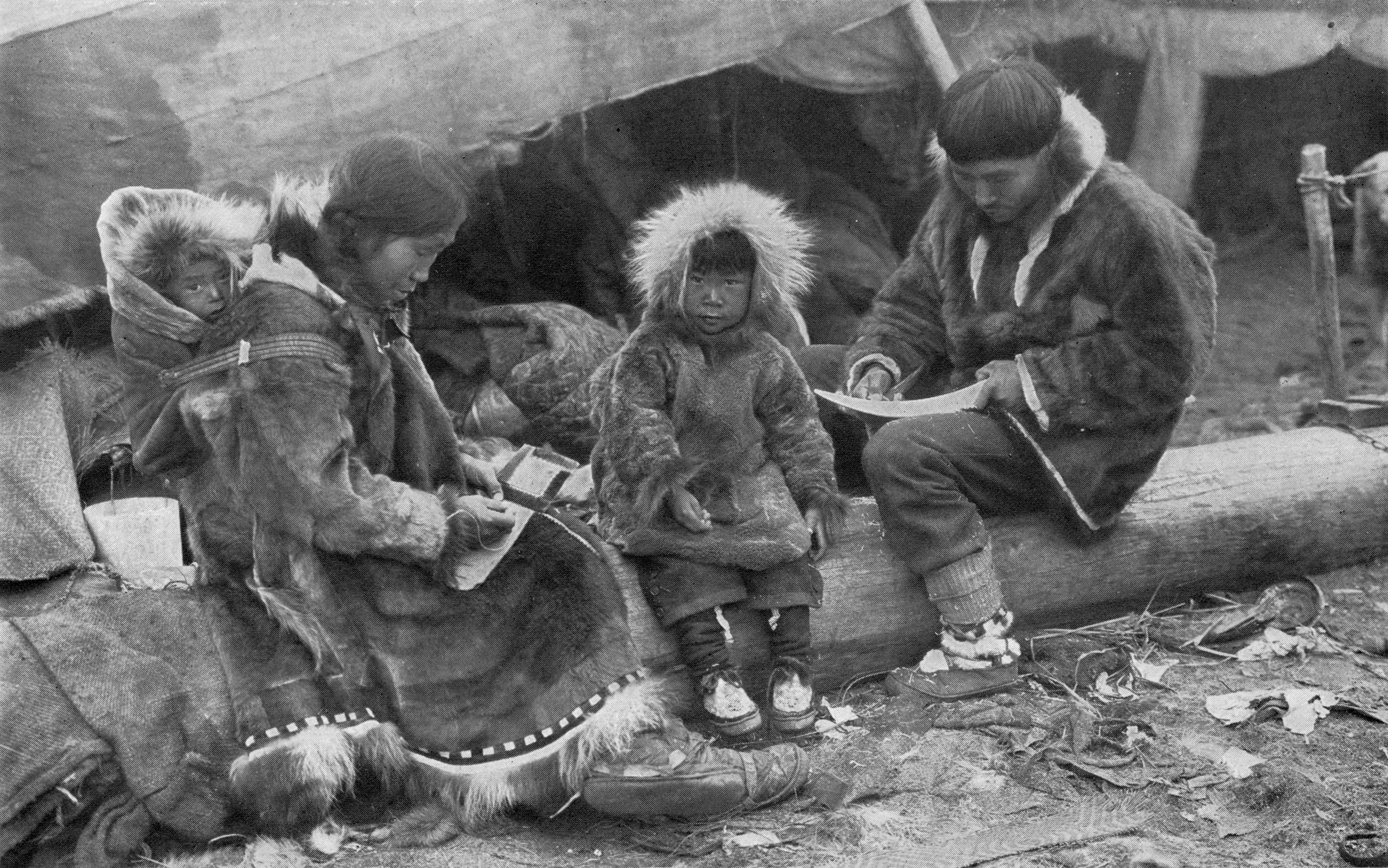
Эскимосская семья из Гренландии, 1917 г.

Население Гренландии на 2022 год — 56 583 чел., в том числе гренландцы (эскимосы) — около 90 %. В это число не включён персонал военных баз США (до 2—4 тыс. чел.).
После Второй мировой войны, в результате снижения смертности (до 8 на 1000 жителей) и резкого увеличения рождаемости (до 50 на 1000 жителей), наблюдался быстрый рост населения (в 1945 в Гренландии проживало 21 тыс. чел., в 1970 — уже 47 тыс. чел.).
Демографическое развитие территории за 2015 год: число рождений: 854 (15,29 ‰), число смертей: 472 (8,45 ‰), естественный прирост: 382 (+6,84 ‰), миграционное сальдо — 519 (-9,29 ‰).
Свыше 9/10 населения сосредоточено на юго-западном побережье Гренландии, где расположены наиболее крупные населённые пункты (города) — Нуук (столица, 15 тыс. жителей), Какорток, Сисимиут, Маниитсок.
Возрастной состав населения, чел. (2016):
- до 17 лет: 13 150 (23,55 %);
- 17 — 64 лет: 38 260 (68,51 %);
- старше 65 лет: 4437 (7,94 %).

Население на 1901 год — 11 893 жителя.
| На 1 января                 | 1911   | 1921   | 1930   | 1946   | 1951   | 1956   | 1961   | 1965   | 1970   | 1975   |
| --------------------------- | ------ | ------ | ------ | ------ | ------ | ------ | ------ | ------ | ------ | ------ |
| Численность населения, чел. | 13 459 | 14 355 | 16 901 | 21 412 | 23 642 | 27 101 | 33 140 | 38 815 | 46 331 | 49 502 |
| На 1 января                 | 1980   | 1985   | 1990   | 1995   | 2000   | 2005   | 2006   | 2007   | 2008   | 2009   |
| Численность населения, чел. | 49 773 | 52 940 | 55 558 | 55 732 | 56 124 | 56 969 | 56 901 | 56 648 | 56 462 | 56 194 |
| На 1 января                 | 2010   | 2011   | 2012   | 2013   | 2014   | 2015   | 2016   | 2017   | 2018   | 2019   |
| Численность населения, чел. | 56 452 | 56 615 | 56 749 | 56 370 | 56 282 | 55 984 | 55 847 | 55 860 | 55 877 | 55 992 |

Основная религия гренландцев — христианство (лютеранство).

### Языки

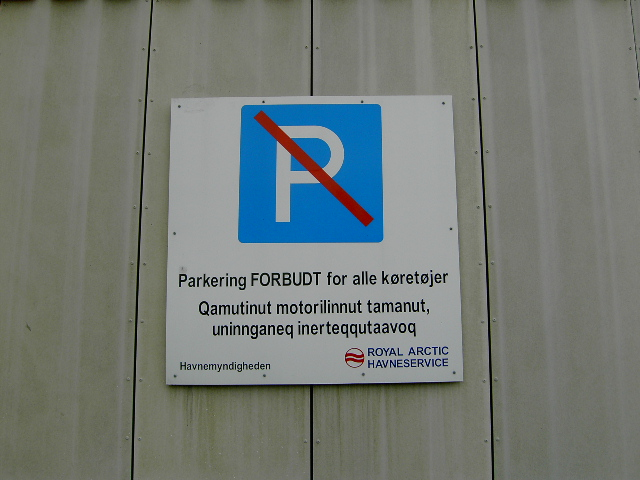
Двуязычный знак в Нууке на датском и гренландском языках: «Запрещена парковка всех транспортных средств»

Со времени начала гренландского самоуправления в 1979 году, в государственных учреждениях гренландский язык (относящийся к эскимосско-алеутской языковой семье) используется наравне с датским; многие жители владеют свободно обоими языками. В 2009 году гренландский язык стал единственным официальным языком в Гренландии. В действительности же, датский язык до сих пор широко используется в государственных учреждениях и в высшем образовании, являясь первым или единственным языком для некоторых датских иммигрантов в Нууке и других крупных населённых пунктах. Споры о будущей роли гренландского и датского языков продолжаются. Орфография гренландского языка была разработана в 1851 году и последний раз реформирована в 1973. Уровень грамотности населения Гренландии — 100 %.
Большинство населения говорит по-гренландски, большая часть из них — билингвы. Гренландским языком владеет около 50 тысяч человек, что делает его самым распространённым на сегодняшний день эскимосско-алеутским языком, численность владеющих которым превышает численность владеющих остальными языками семьи вместе взятыми.
Долгое время в Гренландии был распространён калааллисут — западный диалект гренландского языка. Это привело к тому, что именно этот диалект де-факто получил статус официального «гренландского» языка, хотя, например, на северногренландском диалекте инуктун говорит около тысячи человек в районе города Каанаак, а на тунумиите — около трёх тысяч. Носители этих диалектов почти не понимают друг друга, поэтому некоторые лингвисты считают их разными языками.
Для 12 % населения Гренландии — в особенности, для датских иммигрантов — датский является первым или единственным языком общения. В малых населённых пунктах преобладает гренландский, однако часть инуитов, особенно в городах, говорит по-датски. Для большинства инуитов датский является вторым языком. В крупных городах (в особенности в Нууке) и среди высших социальных слоёв таких людей по-прежнему много.
Помимо датского и гренландского, в Гренландии большое значение имеет и английский язык. Во многих гренландских школах английский язык является обязательным к обучению и преподаётся с первого класса. Многие жители Гренландии владеют им в качестве третьего языка. Наиболее чаще употребляется канадский вариант английского языка.

### Города

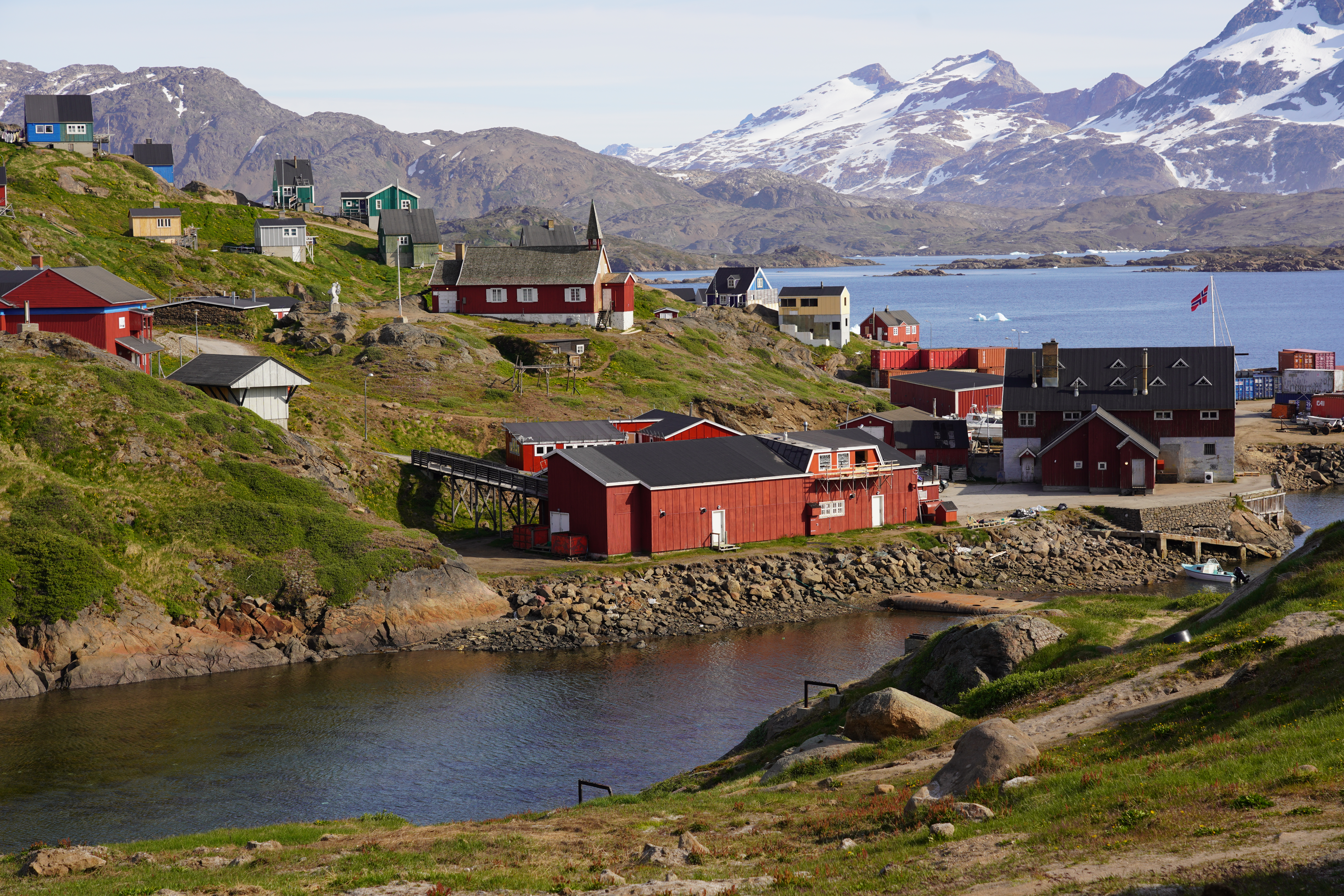
Поселение в Гренландии

Столица Гренландии — Нуук (Готхоб) — основана в 1728 году и считается одним из самых древних городов острова, а также административным, культурным, промышленным и политическим центром Гренландии. В нём проживает около 15 000 человек. Здесь находится Национальный музей Гренландии и единственный на острове университет.
Самым южным городом Гренландии является Какорток (Юлианэхоб) — административный центр коммуны Куяллек. В городе проживает около 3229 человек (2013). Он был основан в 1774 году. Земли, на которых находится город, были заселены ещё около 4300 лет назад.
На северо-западе острова расположен самый северный портовый город Гренландии — Упернавик. Город находится на одноимённом острове в море Баффина. По состоянию на 2013 год, в Упернавике проживали 1180 человек. Средняя летняя температура в городе не превышает +5 °C. В Упернавике есть музей с большой коллекцией гарпунов и каяков.

## Экономика

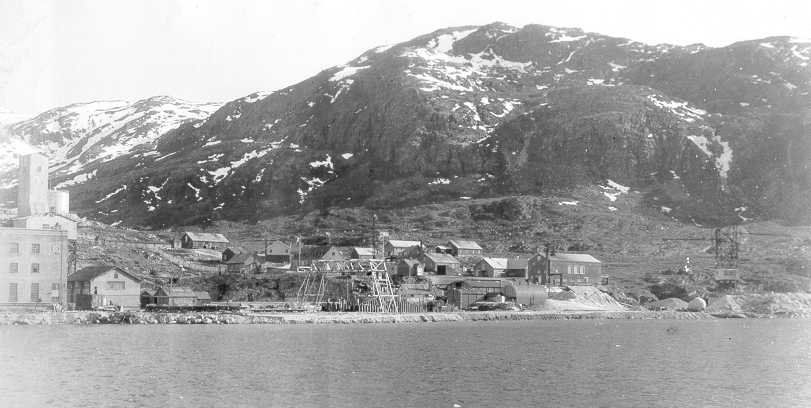
Месторождение криолита в Ивгтуте. Лето 1940 года

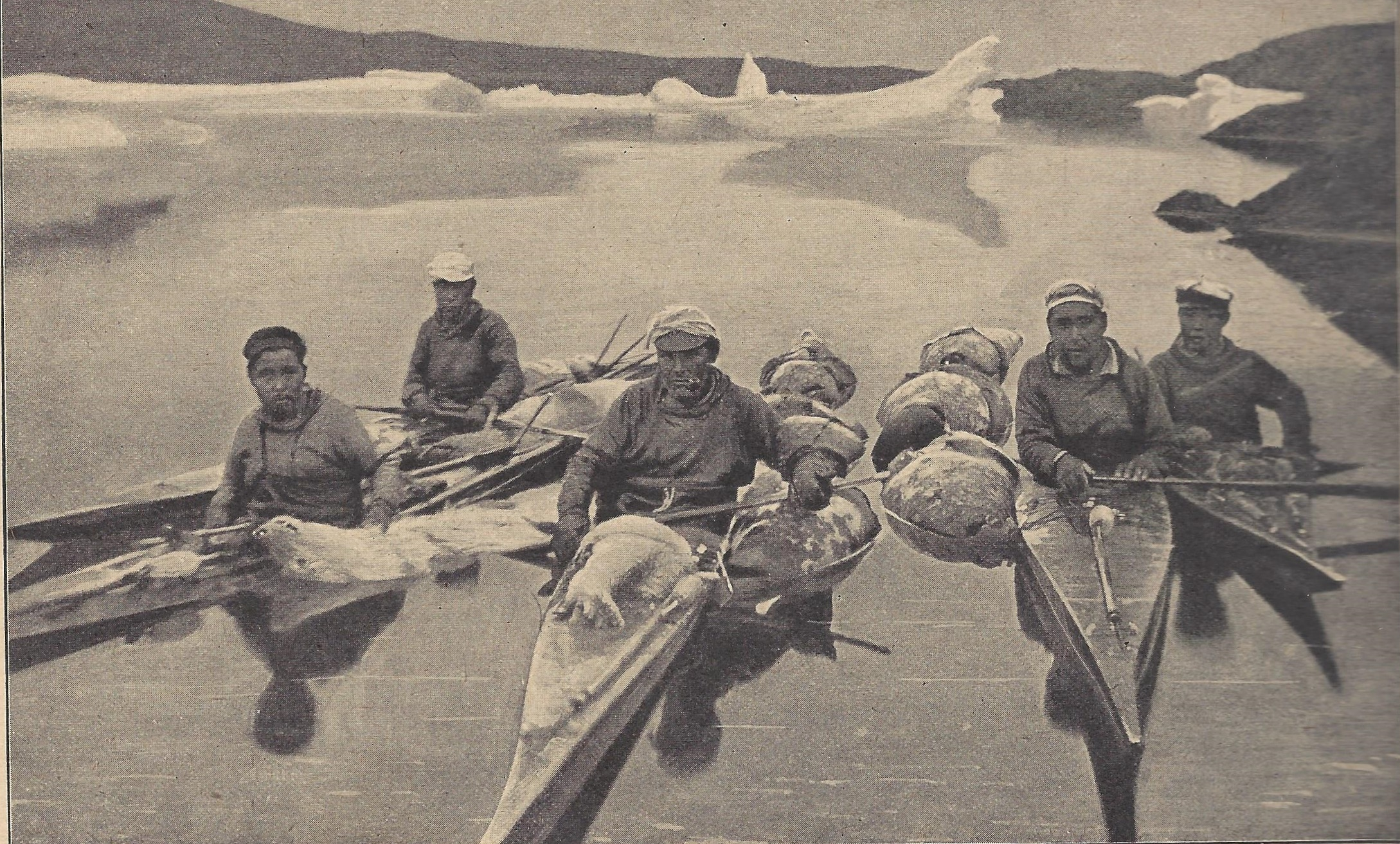
Гренландцы после охоты на лодках

Экономическая жизнь сосредоточена на узкой, свободной от материкового льда прибрежной полосе, занимающей примерно 15 % общей площади Гренландии — главным образом, на юго-западе острова.
Основными статьями экспорта являются рыбопродукты — 85 %, прежде всего переработанные креветки, по производству которых Гренландия занимает ведущее место в мире. Экспорт цинковой и свинцовой руд составлял до 12 % от общего объёма, однако в начале XXI века добыча рудных и нерудных полезных ископаемых была практически прекращена.
В импорте преобладают продукты питания и товары широкого потребления (св. 24 %), машины и оборудование (19 %), транспортные средства (св. 14 %).
В колониальный период торговля с коренным населением, занимавшимся зверобойным промыслом (добыча тюленей и китов) и охотой, была монополизирована государственной датской компанией. В 1920-х и 1930-х гг., после потепления климата и подхода к берегам Гренландии трески, основным занятием населения стало рыболовство. После 1950-х гг. усилились капиталовложения в экономику. Действует программа экономического развития Гренландии в 1966—1975, предусматривающая капиталовложения в размере 4 млрд датских крон.
По разным данным, от 25 % до 50 % экономически активного населения занято в рыболовстве и рыбообработке. Улов рыбы — 25—30 тыс. т в год, — главным образом, трески, которая экспортируется в сушёном и солёном виде. Действуют несколько рыбоконсервных заводов, верфей для ремонта и постройки мелких рыболовных судов, сетевязальные и трикотажные фабрики. Развиты мясо-шёрстное овцеводство (24 тыс. овец в 1969—1970) и оленеводство (около 4 тыс. оленей). Добывается криолит.
Около половины доходной части бюджета Гренландии составляет ежегодная финансовая дотация от континентальной Дании.

## Время в Гренландии

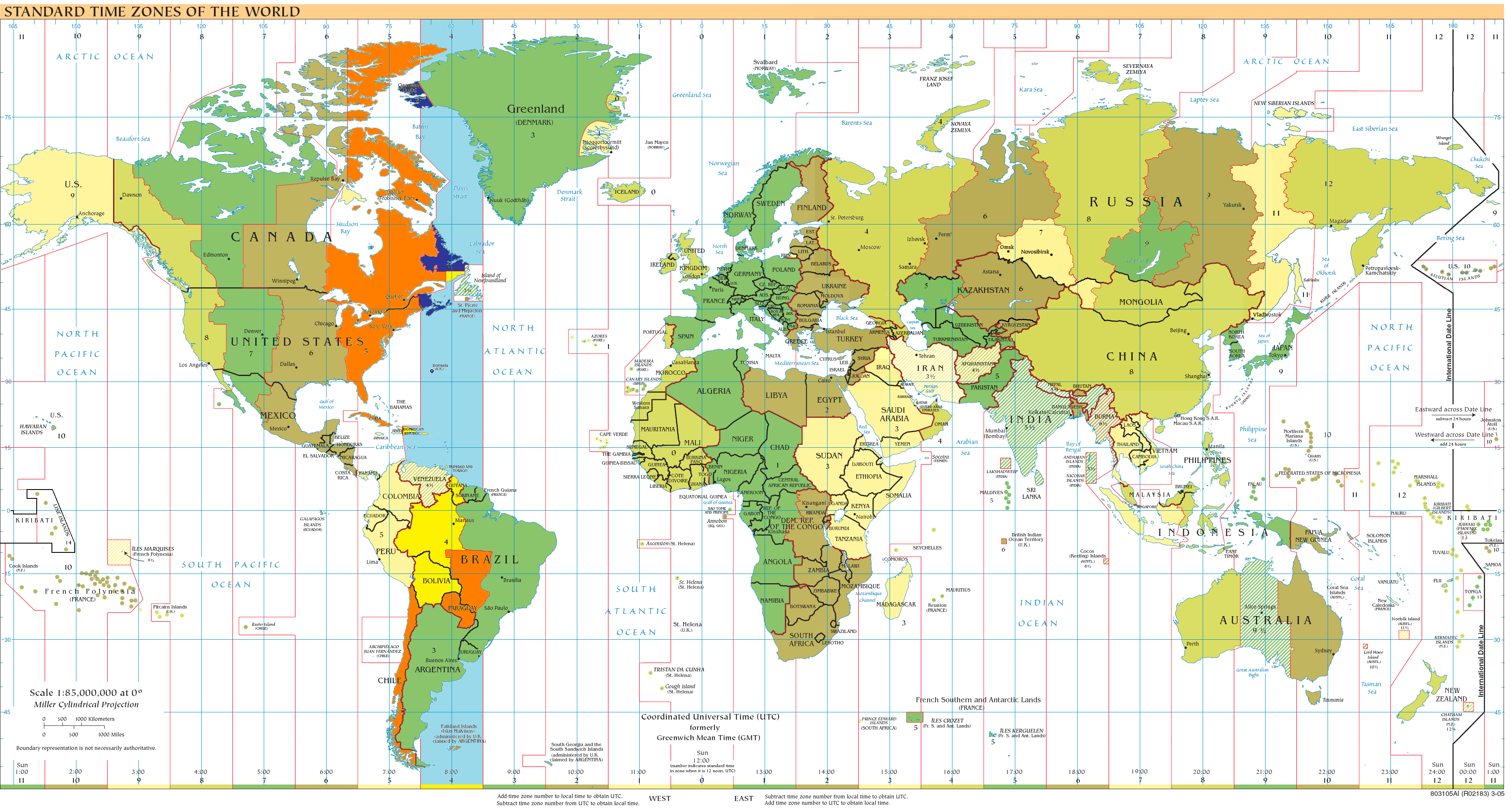
UTC-4 на карте часовых поясов мира:
синим — зона UTC-4 зимой (ноябрь-март) в Северном полушарии (летом (апрель-октябрь) — UTC-3);
голубым — зона UTC-4 в океанах;
ярко-жёлтым — зона UTC-4 круглогодично;
оранжевым — зона UTC-4 летом (апрель-октябрь) в Северном полушарии (зимой (ноябрь-март) — UTC-5) и зона UTC-4 зимой (апрель-октябрь) в Южном полушарии (летом (ноябрь-март) — UTC-3)

Территория Гренландии располагается в четырёх часовых поясах: UTC−4, UTC−3, UTC−1 и UTC+0. Большая часть Гренландии (за исключением полуострова Хейс, Данмарксхавна, Иллоккортоормиута и прилегающих к ним территорий) также летом оказывается в часовом поясе UTC−2.
Часть, расположенная в часовом поясе UTC-4
- Зимой:

- Каасуитсуп:

- Полуостров Хейс

Часть, расположенная в часовом поясе UTC-3
- Зимой:

- Большая часть (за исключением полуострова Хейс; Данмарксхавна, Иллоккортоормиута и прилегающих к ним территорий)

- Летом:

- Каасуитсуп:

- Полуостров Хейс

Часть, расположенная в часовом поясе UTC-2
- Летом:

- Большая часть (за исключением полуострова Хейс; Данмарксхавна, Иллоккортоормиута и прилегающих к ним территорий)

Часть, расположенная в часовом поясе UTC-1
- Зимой:

- Сермерсоок:

- Иллоккортоормиут и прилегающие территории

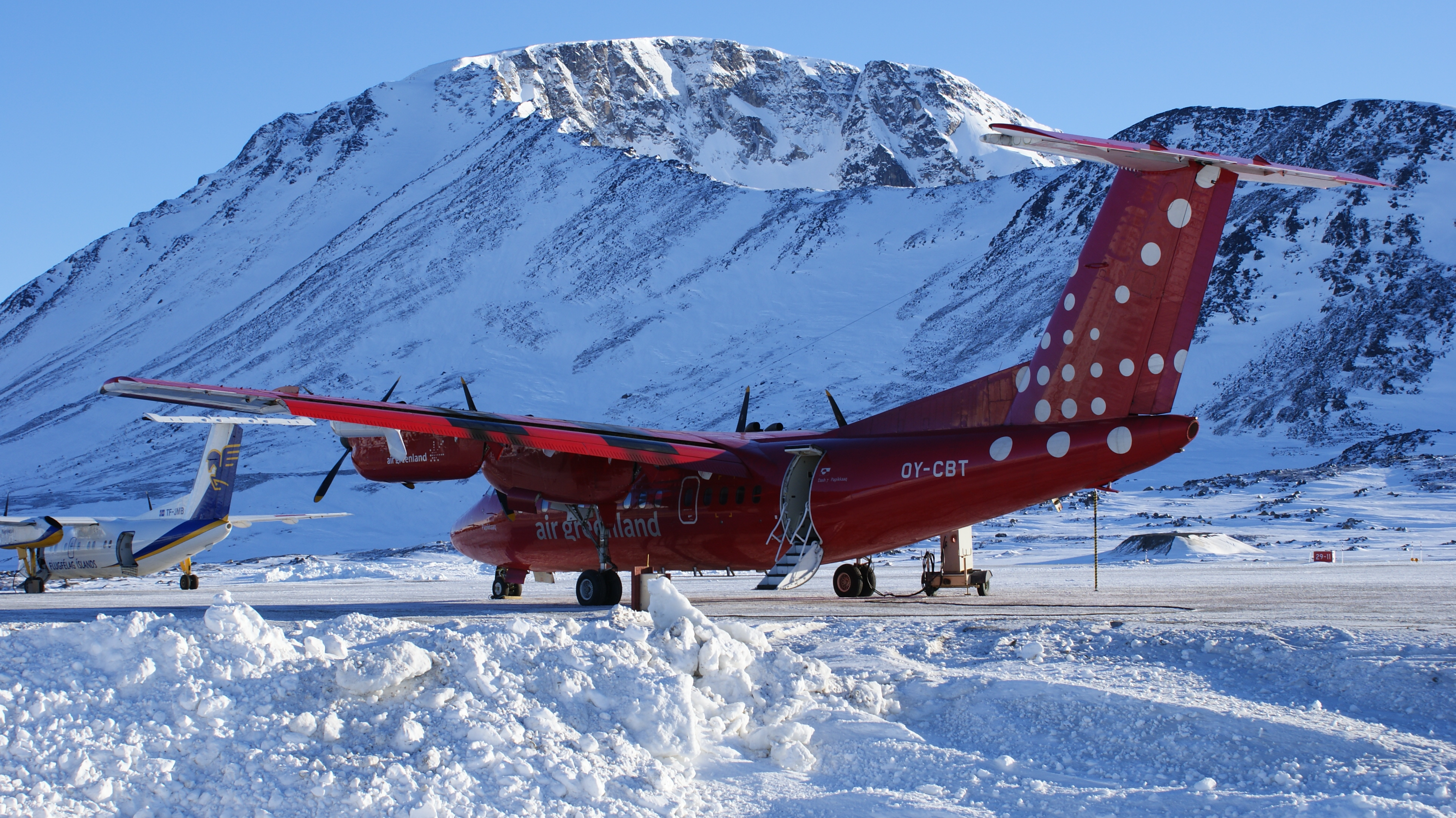
Самолёт De Havilland Canada Dash 7 авиакомпании Air Greenland

Часть, расположенная в часовом поясе UTC+0
- В течение всего года:

- Северо-Восточный Гренландский национальный парк:

- Данмарксхавн и прилегающие территории

- Летом:

- Сермерсоок:

- Иллоккортоормиут и прилегающие территории

### Время в Западной Гренландии
UTC−02:00 по стандартному времени и UTC−01:00 по летнему времени.
- Всё западное побережье Гренландии, включая Каанаак[37], Илулиссат[38], Кангерлуссуак, Нуук и Какорток;
- Тасиилак, Кулусук, Иттоккортормиит, Неерлерит Инаат и окрестности на восточном побережье[39]. До 29 октября 2023 года этот район находился по восточно-гренландскому времени[40].

## Транспорт

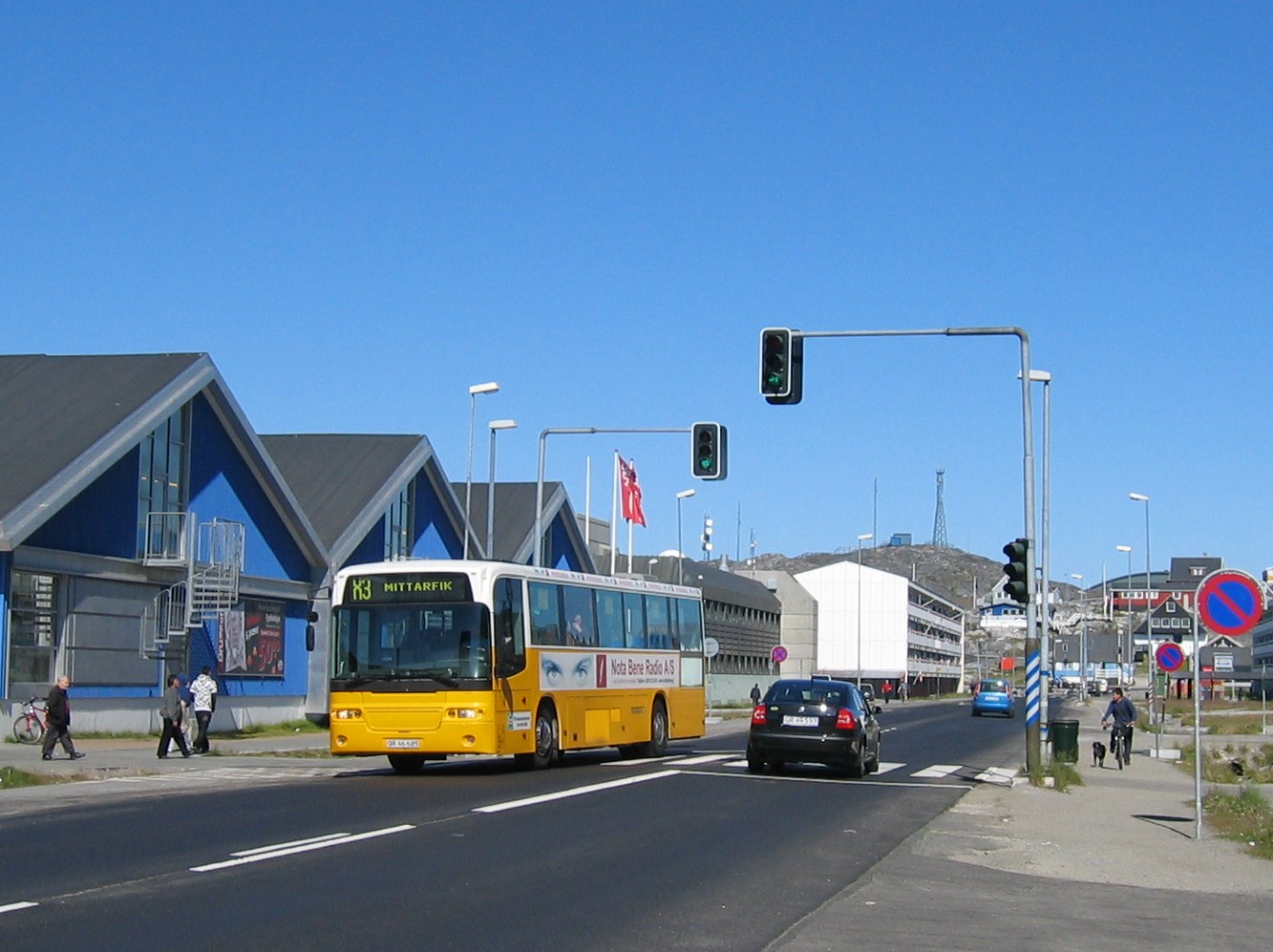
Автобус Nuup Bussii в центре Нуука, 2008 г.

Дорожная сеть в Гренландии практически отсутствует, из-за чего движение на автомобиле возможно только в пределах одного населённого пункта и его окрестностей. Отсутствие сети автодорог связано с особенностями рельефа и климата, а также удалённостью населённых пунктов друг от друга. Между соседними населёнными пунктами возможно передвижение на собачьих упряжках и снегоходах. Железных дорог на острове нет.
Развиты воздушные перевозки, благодаря которым обеспечивается сообщение между основными поселениями. К крупнейшим аэропортам относятся Кангерлуссуак, Нарсарсуак, Нук, из которых только первый способен принимать большие авиалайнеры. Местное авиасообщение осуществляется авиакомпанией Air Greenland, она же обеспечивает связь острова со столицей Дании Копенгагеном. Имеется регулярное авиасообщение с Исландией (авиакомпания Air Iceland), существуют планы по организации перелётов между Гренландией и Канадой. Развито морское судоходство.

## СМИ
В Гренландии существует государственная телерадиокомпания — Гренландское вещательное радио (гренл. Kalaallit Nunaata Radioa).
Издаются также только две газеты, обе из которых распространяются по всей стране. Гренландская еженедельная газета Sermitsiaq выходит каждую пятницу, а её интернет-издание обновляется несколько раз в день. Другой газетой Гренландии является выходящая раз в две недели газета Atuagagdliutit/Grønlandsposten, которая выходит каждый вторник и четверг на гренландском языке под названием Atuagagdliutit и на датском языке под названием Grønlandsposten.